# Julien Temple
Julien Andrew Temple (Londres; 26 de noviembre de 1953) es un director inglés de documentales, películas y vídeos musicales . Empezó su carrera con cortometrajes sobre los Sex Pistols y luego ha filmado The Great Rock´n Roll Swindle, Absolute Beginners, London, the Modern Babylon y una película documental sobre Glastonbury.

## Primeros años
Temple nació en Kensington, Londres, hijo de Landon Temple. Su hermana es la política Nina Temple.
Estudió en St Marylebone (de donde fue expulsado), y King´s College, Cambridge. Los trabajos del director anarquista francés Jean Vigo le interesaron por el cine. Esto, junto con su interés en el temprano punk de la escena de Londres en 1976, le encaminó a su amistad con los Sex Pistols.

## Carrera

### 1970s
La primera película del Temple fue un documental que muestra el surgimiento de los Sex Pistols de 1976 a 1977, en una serie de clips cortos de actuaciones y entrevistas televisivas. Después de esto dirigió La Gran Estafa del Rock´n Roll, otro documental. Como Johnny Rotten y Sid Vicious habían dejado ya la banda, la historia está contada desde el punto de vista de su mánager, Malcolm McLaren.
La Gran Estafa del Rock´n Roll cuenta el boom de los Sex Pistols, aparentemente manipulados por McLaren, y cómo este dio forma a la banda durante su corta carrera. Muchos de los 'hechos' contados por McLaren son discutidos por John Lydon (Johnny Rotten), quién acusó a McLaren de utilizar la película para atacarle personalmente. Esto ayudó a dar publicidad al documental como un retrato de la escena punk de la época, pero también se dijo que su visión era demasiado sesgada. Controversias aparte, Temple fue alabado por mezclar escenas animadas, imágenes documentales e imágenes de McLaren. Esto ayudó a que Temple lanzase su carrera como director de vídeoclips.

### 1980s y 1990s
En 1983 dirigió una película para la BBC titulada It´s All True (es Todo Cierto), donde Orson Welles narra muchos segmentos cortos sobre el estado de la industria del vídeo, reales e imaginados, y muchos cameos de celebridades como Mel Brooks, Grace Jones, Ray Davies y Koo Duro. Después hizo un cortometraje con David Bowie que fue incluido como característica de soporte a la película de 1984 La Compañía de Lobos. En 1985 Temple ya era un director de vídeos consagrado por sus trabajos para Kinks, Los Rolling Stones, David Bowie y otros artistas británicos.
En 1986 dio su salto a la gran pantalla con Absolute Begginers. Una de las películas más caras de la historia británica y un desastre financiero que fue masacrado por la crítica especializada y provocó la quiebra de Goldcrest Films. Temple se culpó a sí mismo por el fracaso y se mudó a Estados Unidos, donde dirigió la comedia musical Las Chicas de la Tierra son fáciles, así como una serie de vídeos de música para Janet Jackson, Neil Young y Tom Petty.
Temple regresó al Reino Unido en los tardíos 90s, donde dirigió un biopic sobre Jean Vigo y su mujer Lydou. La película no fue bien recibida: "a pesar de ser absolutamente fiel a los hechos, es absolutamente espantosa".

### 2000s
Filmó Pandæmonium (2001), una película sobre la amistad entre los poetas Románticos Samuel Taylor Coleridge y William Wordsworth, y La Porquería y la Furia (2000), otro documental sobre Sex Pistols. Esta vez la película se hizo con la cooperación de los miembros supervivientes de la banda y contó la historia desde su punto de vista.
Entre 2002 y 2005, Temple completó un documental sobre el Glastonbury Festival.

### 2010s
En 2010 dirigió la biografía de Ray Davies: Hombre Imaginario. Anteriormente, dirigió varios videoclips de Los Kinks.

## Vida personal
Con su mujer, Amanda (Pirie) Temple, tiene una hija, Juno (1989); y dos hijos, Leo (1993) y Felix (2000).

## Filmografía
- The Great Rock 'n' Roll Swindle (1979)
- UK Subs: Punk Can Take It (1979)
- Samson: Bíceps Of Steel (1980)
- The Secret Policeman's Other Ball (1982)
- It's All True (1983)
- Mantrap (1983)
- Absolute Beginners (Principiantes) (1986)
- Running Out of Luck (1987)
- Aria (segment Rigoletto) (1987)
- Earth Girls Are Easy (1988)[9]
- Stones at the Max (1991)
- Bullet (1996)
- Vigo: A Passion for Life (1998)
- The Filth and the Fury (2000)
- Pandæmonium (2000)
- Glastonbury (2006)
- Joe Strummer: The Future Is Unwritten (2007)
- The Sex Pistols: There'll Always Be An England (2008)
- The Eternity Man (2008)
- Oil City Confidential (2009)
- Requiem For Detroit (2009)
- Ray Davies - Imaginary Man (2010)
- Dave Davies - Kinkdom Come (2011)
- London: The Modern Babylon (2012)
- You Really Got Me (forthcoming)
- Rio 50 Degrees: Carry on CaRIOca (2014)
- Sexual Healing[10]
- The Clash: New Year's Day '77 (2015), largely at the official gala opening of The Roxy club on January 1, 1977[11][12]
- The Ecstasy of Wilko Johnson (2015)
- The Origin of the Species (2016)

### Vídeoclips
| Año  | Título                               | Artista                         |                                                                                  | Ref. |
| ---- | ------------------------------------ | ------------------------------- | -------------------------------------------------------------------------------- | ---- |
| 1977 | "God Save the Queen"                 | Sex Pistols                     |                                                                                  |      |
| 1979 | "Hey Hey, My My (Into the Black)"    | Neil Young                      |                                                                                  |      |
| 1980 | "Breaking the Law"                   | Judas Priest                    |                                                                                  |      |
| 1980 | "Living After Midnight"              | Judas Priest                    |                                                                                  |      |
| 1980 | "Argent trop cher"                   | Téléphone                       |                                                                                  |      |
| 1981 | "She's Got Claws"                    | Gary Numan                      |                                                                                  |      |
| 1981 | "Magnetic Fields Part 2"             | Jean Michel Jarre               |                                                                                  |      |
| 1981 | "Don't Go"                           | Judas Priest                    |                                                                                  |      |
| 1981 | "Heading Out to the Highway"         | Judas Priest                    |                                                                                  |      |
| 1981 | "Hot Rockin'"                        | Judas Priest                    |                                                                                  |      |
| 1981 | "Rock This Town"                     | Stray Cats                      |                                                                                  |      |
| 1981 | "Stray Cat Strut"                    | Stray Cats                      |                                                                                  |      |
| 1982 | "Save It for Later"                  | The Beat                        |                                                                                  |      |
| 1982 | "Do You Really Want to Hurt Me"      | Culture Club                    |                                                                                  |      |
| 1982 | "See You"                            | Depeche Mode                    |                                                                                  |      |
| 1982 | "The Meaning of Love"                | Depeche Mode                    |                                                                                  |      |
| 1982 | "Leave in Silence"                   | Depeche Mode                    |                                                                                  |      |
| 1982 | "Come On Eileen"                     | Dexys Midnight Runners          |                                                                                  |      |
| 1982 | "You've Got Another Thing Comin'"    | Judas Priest                    |                                                                                  |      |
| 1982 | "Come Dancing"                       | The Kinks                       |                                                                                  |      |
| 1983 | "Freewheel Burning"                  | Judas Priest                    |                                                                                  |      |
| 1983 | "Don't Forget to Dance"              | The Kinks                       |                                                                                  |      |
| 1983 | "State of Confusion"                 | The Kinks                       |                                                                                  |      |
| 1983 | "Too Much Blood"                     | The Rolling Stones              |                                                                                  |      |
| 1983 | "Undercover of the Night"            | The Rolling Stones              |                                                                                  |      |
| 1984 | Jazzin' for Blue Jean                | David Bowie                     | Short promo film for "Blue Jean"                                                 |      |
| 1984 | "Do It Again"                        | The Kinks                       |                                                                                  |      |
| 1984 | "She Was Hot"                        | The Rolling Stones              |                                                                                  |      |
| 1984 | "Smooth Operator"                    | Sade                            |                                                                                  |      |
| 1986 | "Absolute Beginners"                 | David Bowie                     |                                                                                  |      |
| 1986 | "Don't Need a Gun"                   | Billy Idol                      |                                                                                  |      |
| 1986 | "When I Think of You"                | Janet Jackson                   |                                                                                  |      |
| 1987 | "Day-In Day-Out"                     | David Bowie                     |                                                                                  |      |
| 1988 | "This Note's for You"                | Neil Young                      |                                                                                  |      |
| 1989 | "Planet Texas"                       | Kenny Rogers                    |                                                                                  |      |
| 1989 | "No More"                            | Neil Young                      |                                                                                  |      |
| 1989 | "Rockin' in the Free World"          | Neil Young                      |                                                                                  |      |
| 1989 | "Tin Machine"                        | Tin Machine                     | Short promo video shown in cinemas before the 1989 film Lenny Live and Unleashed |      |
| 1989 | "Free Fallin'"                       | Tom Petty                       |                                                                                  |      |
| 1989 | "Yer So Bad"                         | Tom Petty                       |                                                                                  |      |
| 1989 | "Forever Blue"                       | Swing Out Sister                |                                                                                  |      |
| 1990 | "Alright"                            | Janet Jackson                   |                                                                                  |      |
| 1990 | "F*!#in' Up"                         | Neil Young                      |                                                                                  |      |
| 1990 | "Over and Over"                      | Neil Young                      |                                                                                  |      |
| 1990 | "I'm Your Baby Tonight"              | Whitney Houston                 |                                                                                  |      |
| 1991 | "Don't Rock the Jukebox"             | Alan Jackson                    |                                                                                  |      |
| 1991 | "(Everything I Do) I Do It For You"  | Bryan Adams                     |                                                                                  |      |
| 1991 | "Highwire"                           | The Rolling Stones              |                                                                                  |      |
| 1991 | "King of the Hill" (feat. Tom Petty) | Roger McGuinn                   |                                                                                  |      |
| 1991 | "Into the Great Wide Open"           | Tom Petty and the Heartbreakers |                                                                                  |      |
| 1991 | "Learning to Fly"                    | Tom Petty and the Heartbreakers |                                                                                  |      |
| 1992 | "Poison Arrow"                       | ABC                             |                                                                                  |      |
| 1992 | "Black Sunshine"                     | Me Phi Me                       |                                                                                  |      |
| 1992 | "Pu' Sho Hands 2Getha"               | Me Phi Me                       |                                                                                  |      |
| 1992 | "Sad New Day"                        | Me Phi Me                       |                                                                                  |      |
| 1992 | "Harvest Moon"                       | Neil Young                      |                                                                                  |      |
| 1992 | "Elvis On Velvet"                    | Stray Cats                      |                                                                                  |      |
| 1993 | "Adam in Chains"                     | Billy Idol                      |                                                                                  |      |
| 1993 | "For Tomorrow"                       | Blur                            |                                                                                  |      |
| 1993 | "Come Undone"                        | Duran Duran                     |                                                                                  |      |
| 1993 | "Too Much Information"               | Duran Duran                     |                                                                                  |      |
| 1993 | "I'm Gonna Soothe You"               | Maria McKee                     |                                                                                  |      |
| 1994 | "The Eyes of Truth"                  | Enigma                          |                                                                                  |      |
| 1994 | "Return to Innocence"                | Enigma                          |                                                                                  |      |
| 1996 | "Beyond the Invisible"               | Enigma                          |                                                                                  |      |
| 1997 | "Beautiful Night"                    | Paul McCartney                  |                                                                                  |      |
| 2001 | "Have You Ever"                      | S Club 7                        |                                                                                  |      |
| 2002 | "You"                                | S Club 7                        |                                                                                  |      |
| 2004 | "Mary"                               | Scissor Sisters                 | [ 13 ]                                                                           |      |
| 2006 | "Love You But You're Green"          | Babyshambles                    |                                                                                  |      |
| 2006 | "The Blinding"                       | Babyshambles                    |                                                                                  |      |
| 2009 | "Postcard From London"               | Ray Davies                      |                                                                                  |      |

## Premios y distinciones
Festival Internacional de Cine de San Sebastián
| Año  | Categoría                  | Película                                        | Resultado |
| ---- | -------------------------- | ----------------------------------------------- | --------- |
| 2020 | Premio especial del jurado | Crock of Gold: A Few Rounds with Shane MacGowan | Ganador   |